# پابیانیتسه
پابیانیتسه (به لاتین: Pabianice، تلفظ: [pabʲaˈɲit͡sɛ]) یک شهر در لهستان است که در شهرستان پابیانیتسه واقع شده‌است.

## خصوصیات
پابیانیتسه ۳۲٫۹۹ کیلومترمربع مساحت و ۶۵٬۸۲۸ نفر جمعیت دارد.

## خواهرخوانده
شهرهای پلاوئن، گوسف (اوبلاست کالینینگراد) و بالاکوفو خواهرخوانده‌های پابیانیتسه هستند.